# Bloch MB.120
Dimensions
Le Bloch MB.120 est un avion trimoteur de transport et de police coloniale construit par la Société des avions Marcel Bloch. Monoplan entièrement métallique à aile haute cantilever et train classique fixe, il constituait le prolongement d'une famille de trimoteurs dont le premier représentant avait été le Bloch MB.60. Construit à 11 exemplaires, il fut utilisé essentiellement par la Régie Air Afrique et l'Armée de l'Air. Les derniers exemplaires furent utilisés par la France libre.

## Le Bloch MB.70, un trimoteur de police coloniale
En 1932 l’État Français lança un programme de trimoteurs de police coloniale, des appareils pouvant effectuer des missions d’exploration ou de liaison, mais aussi du transport de passagers ou sanitaire. Destinés essentiellement à l’armée, ils devaient aussi pouvoir effectuer des missions de bombardement léger. Ce programme fit l’objet de plusieurs modifications puis fut finalement annulé. C’est pourtant pour ce programme que la Société des avions Marcel Bloch a étudié et construit un monoplan à aile haute cantilever de construction entièrement métallique qui dérivait directement du trimoteur postal MB.61. Il effectua son premier vol en avril 1932, piloté par Zacharie Heu avec des moteurs Lorraine 9Na Algol de 300 ch. Ce prototype a été transformé successivement en MB.71 puis MB.120.

## L'éphémère Bloch MB.71
Après avoir reçu un poste de tir dorsal, le MB.70 fut rapidement testé en septembre 1932 comme MB.71 puis renvoyé en atelier pour modifications. Il en sortira sans tourelle dorsale avec la désignation MB.120.

## Le Bloch MB-120 accepté par l'État
Le 24 octobre 1932 Zacharie Heu fit décoller pour la première fois de Villacoublay le prototype d’un ‘nouvel’ avion de transport colonial qui n’était en fait que le MB.71 rebaptisé après quelques modifications de détail et suppression de la tourelle dorsale. Les essais officiels ayant donné satisfaction le prototype MB.120-01, propriété de l’état malgré l’abandon du programme des trimoteurs coloniaux, reçut l’immatriculation F-AMSZ. Baptisé Scorpion, il accompagna les Wibault 282T et Dewoitine D.332 durant la tournée du ministre Pierre Cot jusqu'en Union soviétique du 12 au 22 septembre 1933 et fut finalement affecté à la division ministérielle. Fin 1933 il fut utilisé pour les déplacements d’Édouard Daladier, alors Président du Conseil.
À la création de la Régie Air Afrique (11 mai 1934) il fut décidé d’affecter le MB.120 à la compagnie aérienne. Le MB.120-01 reçut donc des moteurs neufs, des réservoirs supplémentaires, et fut présenté aux autorités belges entre les 16 et 22 juin 1934 dans l’espoir d’intéresser la Sabena pour la liaison Bruxelles-Léopoldville. Il fut ensuite mis à la disposition de la Régie. Une série de dix MB.120 a été construite.
Les trimoteurs utilisés par la Régie Air Afrique se révélèrent d’emploi facile malgré leur aspect suranné. Aménagés pour dix passagers et trois membres d’équipage, ils transportèrent le plus souvent 4 passagers seulement et une grande quantité de courrier. Les quatre avions livrés à l’Armée de l’Air, qui récupéra aussi les appareils civils en 1939, firent une carrière plus discrète. Aucun MB-120 n’a survécu à la Seconde Guerre mondiale.

## Utilisateurs civils
- Régie Air Afrique : Transféré à Alger fin juin 1934, le MB.120-01 effectua sa première liaison postale Alger-Niamey le 7 septembre 1934. Prolongée ensuite sur Fort Lamy et le Congo, cette ligne fut ouverte aux passagers le 27 avril 1935[3], la Régie Air Afrique exploitant, outre le prototype, quatre avions de série[1]: F-ANJX, F-ANNX, F-APDB et F-APZV. Air Afrique absorba la Régie Malgache le 1er janvier 1937, ajoutant à sa flotte deux MB.120 supplémentaires. Les F-ANJX et F-ANXX furent détruits sur accident en janvier et février 1939, les autres réquisitionnés par les autorités militaires françaises en septembre suivant.
- Régie Malgache (en) : Le Ministère de l’Air mit également à la disposition du Service de la Navigation Aérienne de Madagascar deux MB.120 en mai et août 1935 pour remplacer les SPCA 41T[4] dont la charge utile n'autorisait pas le transport de passagers. Ces trimoteurs furent baptisés Ville de Paris (F-ANTK) et Ville de Tananarive (F-ANVP), le second étant convoyé par un équipage célèbre: René Lefèvre, Jean Assolant et Armand Lotti. Ils avaient pour passager le général Philippe Féquant, inspecteur de l'Aviation d'outre-mer[1]. La ligne Tananarive-Broken Hill, où une correspondance vers l’Europe était assurée par les Imperial Airways, fut ouverte aux passagers en 1936, mais la Régie Malgache fut absorbée par Air Afrique le 1er janvier 1937.
- Air France : En 1941 Air France prit en gérance le MB.120-01, alors stationné à Ivato.

## Utilisateurs militaires
- France : L’Armée de l’Air aurait dû disposer de six à neuf MB.120 début 1936[1]. 4 trimoteurs seulement lui furent livrés. Edouard Renard, gouverneur de l’Afrique-Équatoriale française, reçut l’avion qui lui était destiné à Bangui le 8 février 1935[1] et c'est dans ce même avion qu'il meurt le 15 mars 1935 quelques mois après sa prise de fonction<[5]. Trois autres appareils, destinés à l’Afrique-Occidentale française, arrivèrent à Dakar entre avril et décembre 1935. En septembre 1939 la Régie Air Afrique fut dissoute et ses derniers MB.120 transférés aux autorités militaires.
- France libre : Le 28 août 1940 le Tchad rejoignit la France libre. Le Détachement Permanent des Forces Aériennes du Tchad disposa donc du MB.120 no 8[6]. Constitué le 29 août 1940 après passage de l’AEF à la France libre, le Détachement du Gabon et du Moyen-Congo dispose lui du MB.120 No 7, stationné à Douala[7]. Accidenté à Bitam le 8 février 1941, il fut remplacé par le No 10 (ex F-APDB d’Air Afrique). À sa création le 27 janvier 1943 le Groupe Artois disposait toujours à Pointe Noire d’un MB.120 (Escadrille Arras). Créées en 1942 les Lignes Aériennes Militaires ont également utilisées trois MB.120 récupérés auprès de la Régie Air Afrique.

## Sources
1. 1 2 3 4 5 6 7 8 9 10 11 12 13  Dassault Aviation
2. ↑  Flight No 1292 du 28 septembre 1933
3. ↑  Pierre Gaillard 1997.
4. ↑  Flight No 1387 du 25 juillet 1935
5. ↑  « Accident Bloch 120 , 15 Mar 1935 », sur aviation-safety.net (consulté le 12 juin 2023).
6. ↑  Les Ailes Françaises No 7, Les aviateurs de la France libre (1re partie)
7. ↑  Les Ailes Françaises No 8, Les aviateurs de la France libre (2e partie)